# کلمنت جان ترانتر
کلمنت جان ترانتر (انگلیسی: Clement John Tranter؛ زاده ۱۶ اوت ۱۹۰۹ درگذشته ۲۷ اکتبر ۱۹۹۱) یک ریاضی‌دان، و فیزیک‌دان اهل بریتانیا بود.